# La Possonnière
La Possonnière is een gemeente in het Franse departement Maine-et-Loire (regio Pays de la Loire). De plaats maakt deel uit van het arrondissement Angers. La Possonnière telde op 1 januari 2022 2.478 inwoners.

## Geografie
De oppervlakte van La Possonnière bedroeg op 1 januari 2022 18,36 vierkante kilometer; de bevolkingsdichtheid was toen 135 inwoners per km².

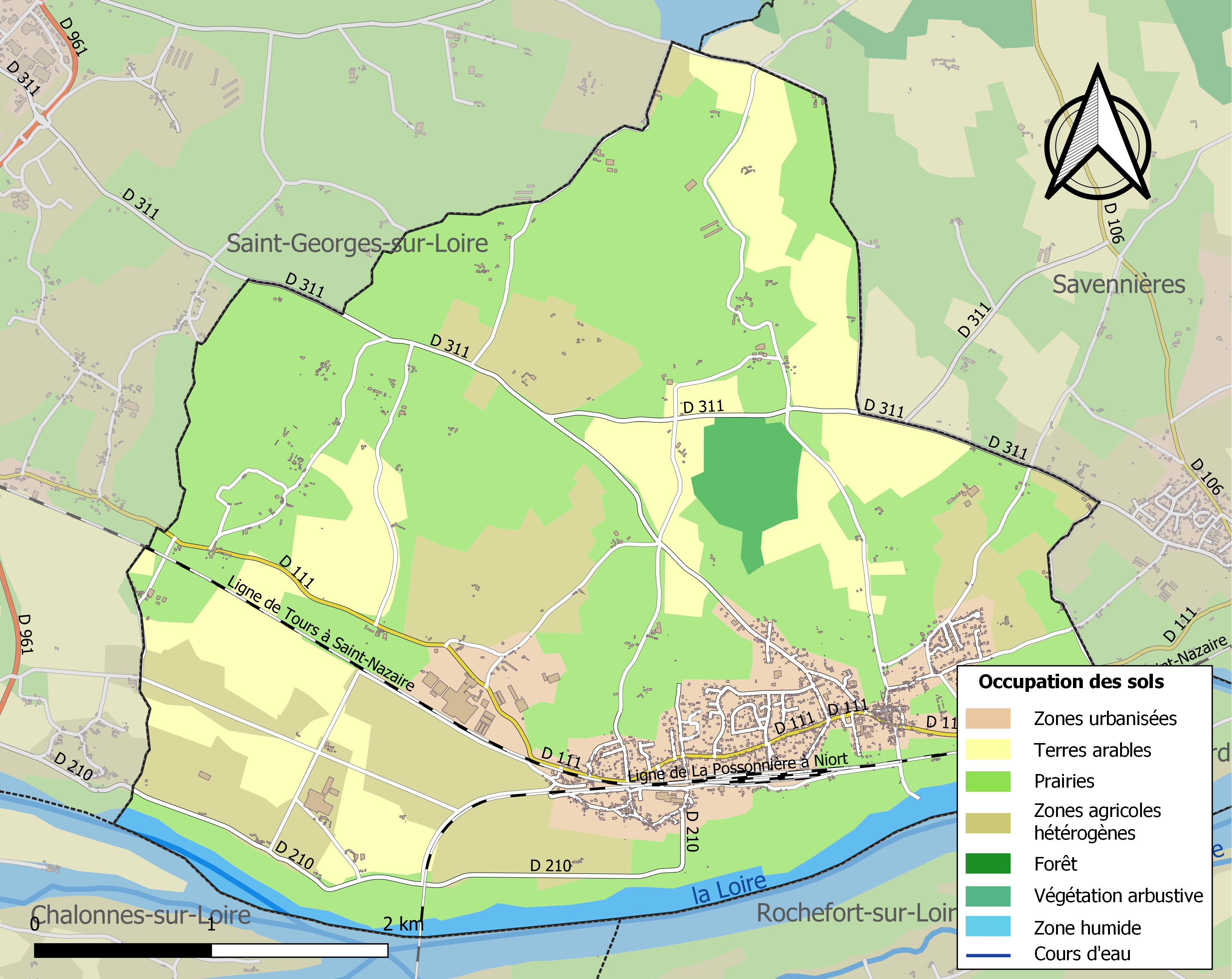
Kaart van de gemeente met de belangrijkste infrastructuur, bodemgebruik en omliggende gemeenten

## Demografie
Onderstaande figuur toont het verloop van het inwonertal (bron: INSEE-tellingen).